# Horná Poruba
Horná Poruba (deutsch Oberporub, ungarisch Felsőtölgyes – bis 1907 Felsőporuba) ist eine Gemeinde im Nordwesten der Slowakei mit 1104 Einwohnern (Stand 31. Dezember 2024), die im Okres Ilava, einem Teil des Trenčiansky kraj, liegt.

## Geographie

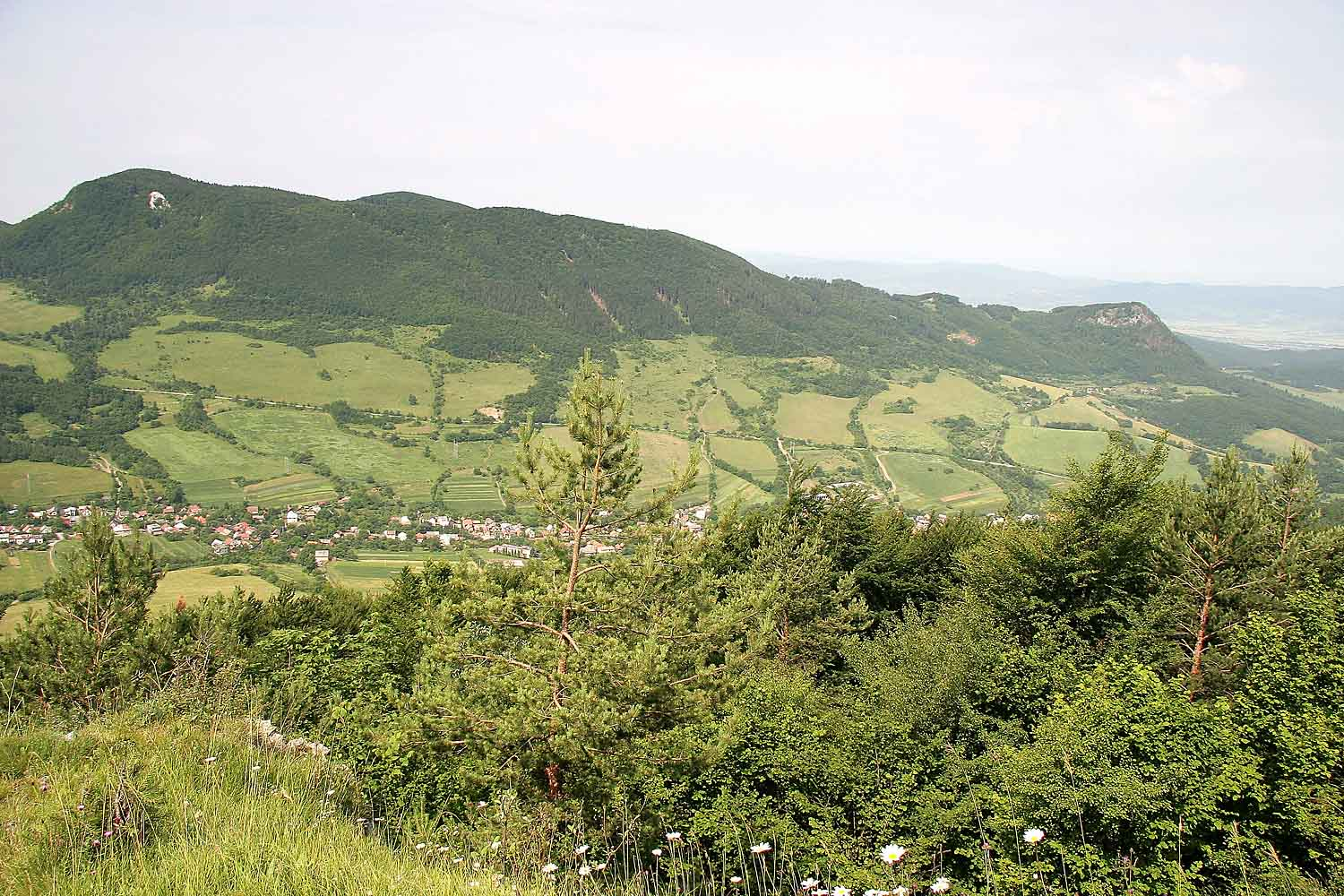
Blick auf den Ort im Tal Porubská dolina und umliegende Berge

Die Gemeinde befindet sich inmitten des Gebirges Strážovské vrchy im oberen, kesselartig ausgelegten Teil des Tales Porubská dolina. Oberhalb des Dorfes erhebt sich der Vápeč (956 m n.m.), ein Kalk- und Dolomitenberg, seit 1993 nationales Naturreservat. Das Ortszentrum liegt auf einer Höhe von 402 m n.m. und ist achteinhalb Kilometer von Ilava entfernt.
Nachbargemeinden sind Košecké Podhradie im Norden und Osten, Valaská Belá im Südosten, Dolná Poruba im Süden, Dubnica nad Váhom im Südwesten und Ilava im Westen.

## Geschichte

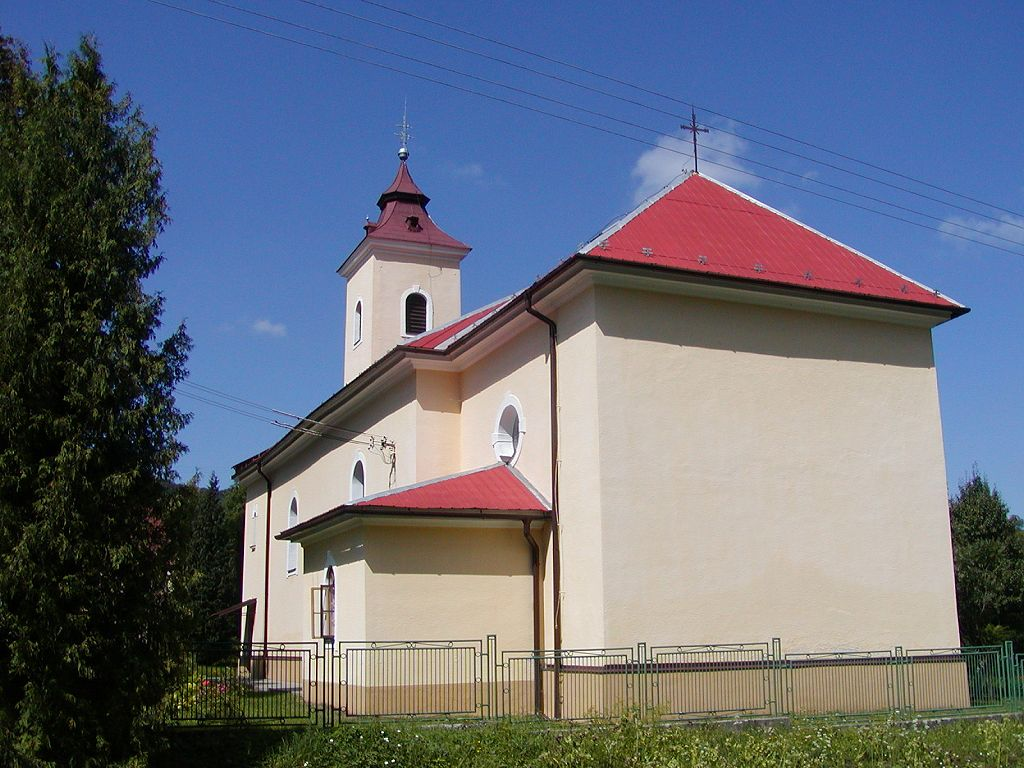
Katharinakirche

Horná Poruba wurde zum ersten Mal 1355 als Poruba schriftlich erwähnt und war Teil des Herrschaftsgebietes der Burg Košeca. 1598 hatte die Ortschaft 27 Häuser, 1828 zählte man 62 Häuser und 635 Einwohner, deren Haupteinnahmequelle Landwirtschaft war. Im 19. Jahrhundert gab es im Ort zwei Brennereien.
Bis 1918 gehörte der im Komitat Trentschin liegende Ort zum Königreich Ungarn und kam danach zur Tschechoslowakei beziehungsweise Slowakei.

## Bevölkerung
| Jahr                | 1994 | 2004    | 2014    | 2024    |
| ------------------- | ---- | ------- | ------- | ------- |
| Anzahl der Personen | 1109 | 1093    | 1073    | 1104    |
| Unterschied         |      | −1,44 % | −1,82 % | +2,88 % |

| Jahr                | 2023 | 2024    |
| ------------------- | ---- | ------- |
| Anzahl der Personen | 1110 | 1104    |
| Unterschied         |      | −0,54 % |

Nach der Volkszählung 2011 wohnten in Horná Poruba 1061 Einwohner, davon 1034 Slowaken und 4 Tschechen. 23 Einwohner machten keine Angabe zur Ethnie.
972 Einwohner bekannten sich zur römisch-katholischen Kirche, 6 Einwohner zur Evangelischen Kirche A. B. und 5 Einwohner zur altkatholischen Kirche. 16 Einwohner waren konfessionslos und bei 62 Einwohnern wurde die Konfession nicht ermittelt.

## Bauwerke
- römisch-katholische Katharinakirche im klassizistischen Stil aus dem Jahr 1830

## Söhne und Töchter der Gemeinde
- Štefan Závodník (1813–1885), slowakischer Priester und Imker